# 二眼レフカメラ

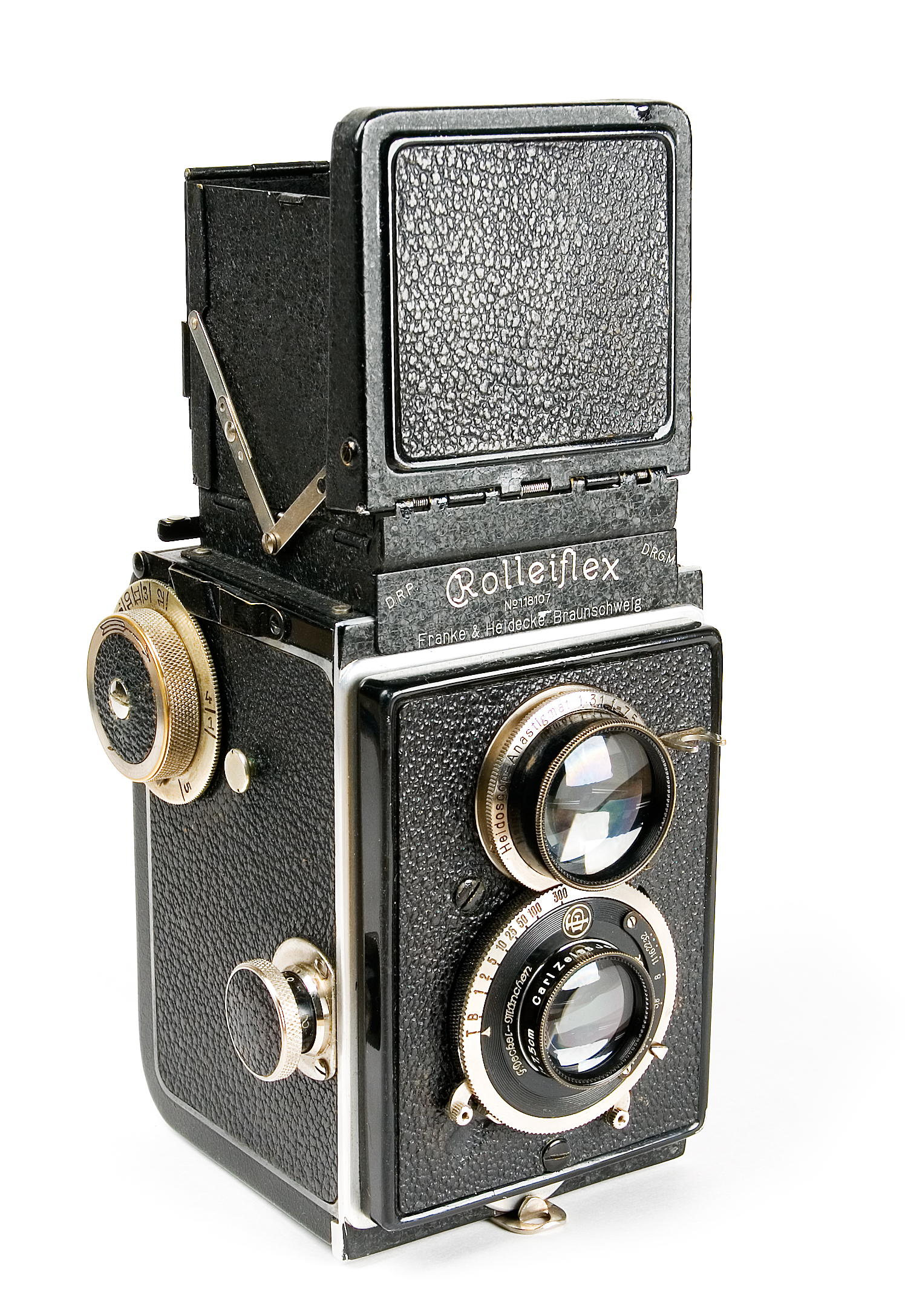
世界初の近代二眼レフカメラ、ローライフレックスオリジナル

二眼レフカメラ（にがんレフカメラ）は、撮影用の光学系の他に、それと同等のファインダー用光学系を持ち、ファインダー用光学系中にその光路を屈曲させるためのミラーなどの反射（レフレックス）光学系を持つカメラである。

## 概要
マイナーなものまで含めれば何種類かの類型があるが、ここでは最も一般的なタイプについて述べる。ほとんどが中判フィルムを利用する縦長の箱型のカメラで、二つの光学系・レンズが縦に並んでいる。下の光学系が撮影用で焦点面にはフィルムがあり、上の光学系がファインダー用で焦点面にはスリガラスがある。両者は同じ焦点距離の写真レンズで連動するピント合わせ機構を持ち、ファインダー用光学系で狙った被写体にピントを合わせると撮影用光学系でもピントが合う。焦点距離以外も、両者の光学系は一致していたほうが撮影される像とファインダー像が一致するが、ファインダー像には引き伸ばしに耐える解像度は必要ない一方、明るい＝被写界深度が浅いほうがピントの山をつかみやすいといったこともあり、両者を異なった設計としたい理由もある。ピント合わせ機構の連動の方法としては、一枚のレンズボードに両方のレンズを取り付けてそのレンズボードを繰り出す方式と、ファインダー用レンズと撮影用レンズそれぞれに歯車の歯を刻み、噛み合わせて連動させる方式がある。
ファインダー用レンズの後に光を上方に90度反射するミラーが置かれ、カメラ上部に置かれたファインダースクリーンに結像される。これを直接見るウエストレベルファインダーのモデルが多いが特に必然ではなく、ペンタプリズムを使ったアイレベルファインダーと交換できるものもある。多くのウエストレベルファインダーはスクリーンの像を拡大表示するためのルーペを内蔵する。併設されるビューファインダーに簡単に切り換えられるカメラも多い。

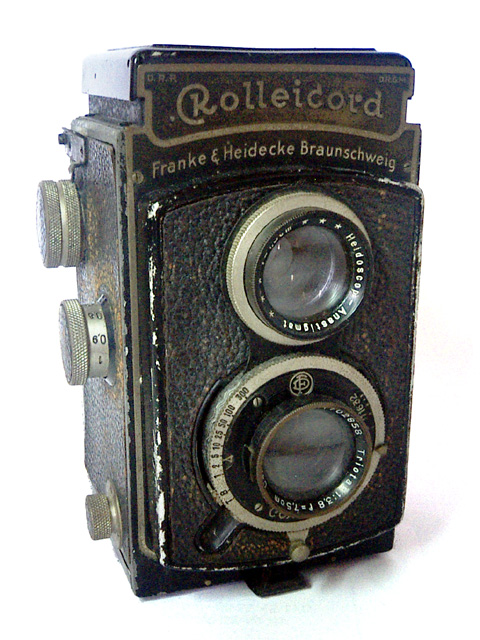
前面。ファインダーは収納状態。
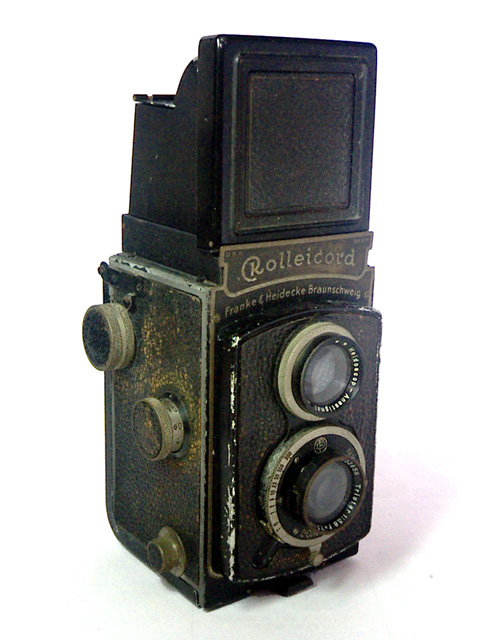
前面。ファインダーフードを開く。
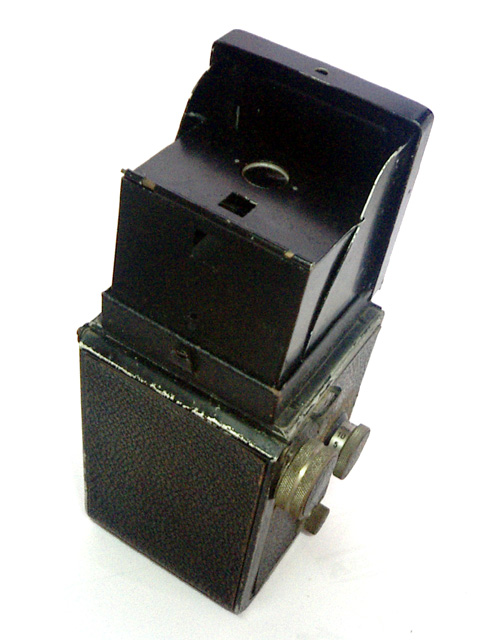
背面。ファインダーは上から覗くウエストレベルファインダー。
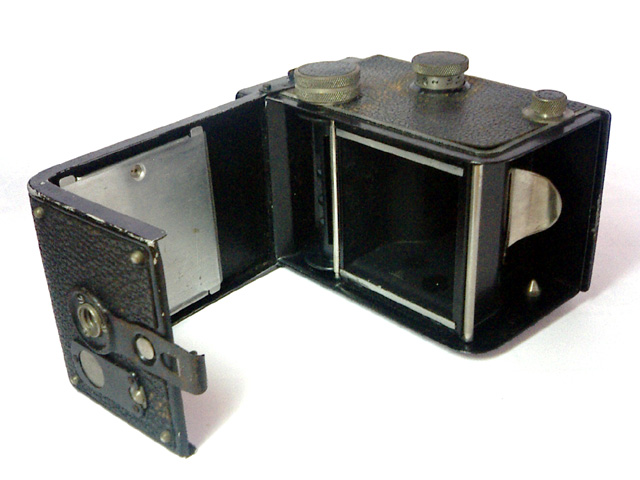
背面と底部。フィルムは底面から直角に曲がって、背面上部へ走行する。

フィルム室の構造は、カメラ底部にフィルムを巻いた供給側スプールを収納し、直角に曲げて背面上部の巻取側スプールに向けて走行する方式が一般的である。従って三脚座の付いた裏ブタはL字型をしており、フィルム交換の度に三脚やフラッシュガンを取り外す必要がある。これは大変に面倒であり、ローライのローライフィックス（Rollei Fix ）をはじめ、多くのメーカーが迅速脱着装置をオプションとして発売していた。またリコーフレックスなどに代表される板金ボディの二眼レフカメラの多くは裏ブタがL字型ではなく平板型で、フィルムを装てんする中枠をカメラから取り出せるようになっている。
操作系などが、カメラの向きを90度変えて撮影するのが困難な配置であることが多く、そのためほとんどが 1:1 の正方形のフレームである。120フィルムを使用し6×6 cm判のカメラが大多数だが、ローライフレックス4×4やプリモフレックスジュニア等、127フィルムを使用する4×4 cm判も多くある。例外として、極少数だがツァイス・イコンのコンタフレックス、アグフアのフレキシレッテ、ボルシーのボルシーC、ヤルー光学（後のアイレス写真機製作所）のヤルーフレックス、東郷堂のトヨカ35、同ホビックス35、三栄産業のサモカフレックス35は24×36 mm判（ライカ判）である。アルコ写真工業の24×36 mm判（ライカ判）レンジファインダーカメラアルコ35はオプションのビューアルコを装着することにより二眼レフカメラになった。ほかにフランス製のオントフレックス（1934年発売?）、ウェルタのスーパーフェクタなど6×9 cm判、小西六写真工業のコニオメガフレックスのような6×7 cm判の二眼レフカメラもあった。
また東郷堂のトヨカ35とメイカイレフは2つのレンズを横に並べた二眼レフカメラ、ウェルタのパーフェクタとスーパーフェクタとカメラ・ウェルクシュテーテン・グーテ&トルシュのピロートは折りたたみ式二眼レフカメラ、フォクトレンダーのスパーブはフィルム送りのみ横方向になっている二眼レフカメラ、コンパスカメラのコンパスカメラIとコンパスカメラIIは超小型二眼レフカメラ、フォスのフォスフレックスIはフォーカルプレーンシャッターを装備した二眼レフカメラで、いずれも極めて珍しい存在である。
おおむね1960年代やそれ以降の製品であればセレンやCdSを使った露出計を内蔵していることが多い。ローライフレックス2.8FXやローライフレックス4.0FWはシリコンフォトダイオードによるTTL露出計でTTL自動調光である。

## 利点と欠点
一眼レフカメラと異なり、自動絞りやミラー上下機構も不要であり、撮影用レンズとファインダー用レンズが別なのでレンズシャッターを簡単に使用できるため、工作が容易で参入しやすい。一眼レフカメラ特有のブラックアウトやミラーの上下によるショックもない。一眼レフカメラほど複雑な機構でないため軽量で故障も少なく、製造が簡単なために価格も安い。しかし、撮影用レンズと同等のレンズがファインダーにも必要なため体積が大きくなる、レンズ交換機能を持たせることが困難である、近接撮影では視差が大きくなる、縦位置に構えるのが困難なためフォーマットが限定されるという欠点もある。

## 歴史

### 写真乾板を使用する二眼レフカメラ
1882年頃にマリオンが製造したアカデミーカメラは最初単なる二眼カメラであったがドリフィールドの指導で二眼レフカメラに改良され、これが世界最初の二眼レフカメラとされる。
1890年のステレオスコピックが製造したアーティストカメラなども黎明期の二眼レフカメラとして知られる。
ただしその後の発展はなかった。

### ローライと初期の近代二眼レフカメラ
近代二眼レフカメラとして発売された最初のカメラは1929年にドイツでフランケ&ハイデッケ（現ローライ）から発売されたローライフレックスオリジナルである。これは同社がそれ以前に出していた三眼式ステレオカメラから撮影レンズを一つ取る形で開発され、スタイルは最初から洗練されかつほぼ完成していた。これに対抗しツァイス・イコンはイコフレックス、フォクトレンダーはスパーブを発売して名門メーカーの意地を見せたが使いにくく、前者の後継機はだんだんローライに似て行き、後者は後継機が出なかった。その後発売された二眼レフカメラの殆どはローライフレックスや、その普及版ローライコードの形式を踏襲したものである。

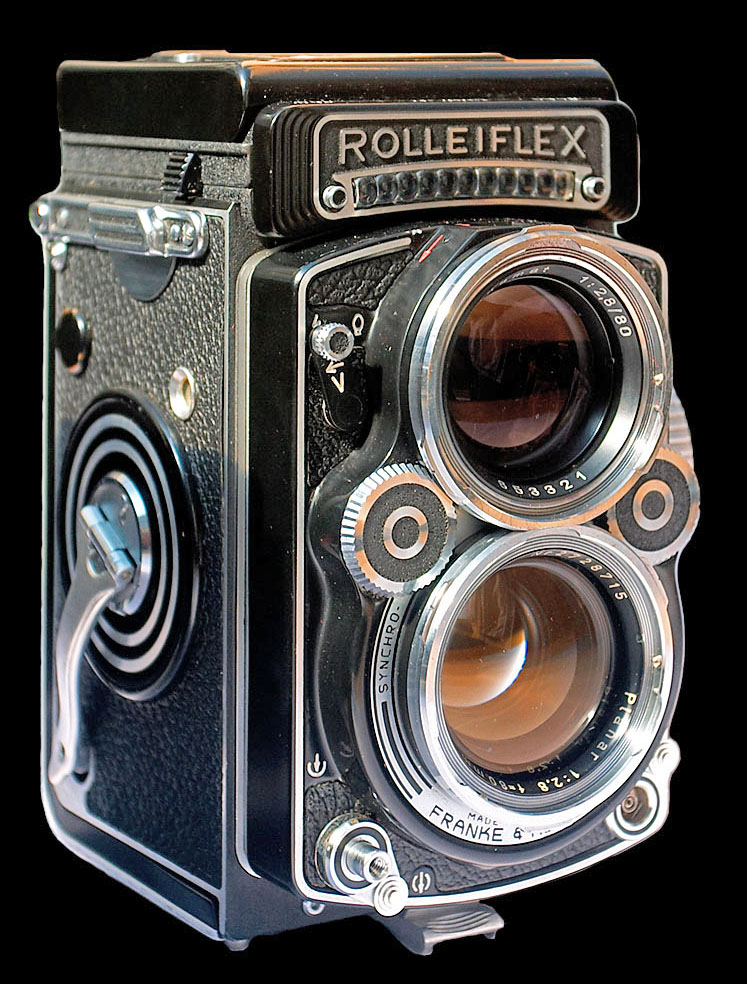
1960年頃のローライフレックス

ローライフレックスシリーズはアタッチメントのバヨネット化、オートマット化、レンズの大口径化、220フィルム対応と順調に改良を続け、非常なるロングセラーとなった。
ローライコードシリーズは前述の通り本来ローライフレックスシリーズの普及版であったが、速写性があり軽量だったこともあって、一時報道用や旅行用カメラとして、単なる普及版以上の地位を占めた。ローライのアタッチメントのバヨネットマウントは事実上二眼レフアタッチメントの世界共通規格となった。

### 戦後の二眼レフブーム
太平洋戦争後の日本においては、ボディを板金で作りベルトコンベアを導入して大量生産を実行し6,800円という低価格を実現したリコーフレックスIIIが1950年に発売された。当時の30歳代サラリーマンの月給から現在の価値に換算すれば約25,000円程度の金額であるが、当時ローライフレックスをはじめ、まともなカメラが軒並み30,000円以上の販売価格だったことに鑑みると驚異的な価格破壊と言える。あまりの人気にプレミアム価格で取引され、定価販売するリコー系列の銀座三愛前には行列ができる程であった。これが発端となって二眼レフカメラの大ブームが起きた。
製造者側にとっても構造が単純で簡単に組み立て可能、しかも型落ちの大手メーカー製ボディーやリコーが大量製造したレンズ、あちこちのメーカーで濫造されていた各種シャッターなどが手軽に手に入ったため、いわゆる「四畳半メーカー」と呼ばれる零細メーカーが乱立し、一時は「カメラ名のイニシャルがAからZまで揃っていた」と言われた程である。大手製品と酷似しているのにメーカー不明なカメラが多く現存することからもそれが窺える。ちなみにAはアイレス写真機製作所のアイレスフレックス、Zは第一光学のゼノビアフレックスが知られる。またJ、U、Xが頭文字のカメラは知られていない。
日本のカメラメーカーで二眼レフカメラを販売しなかったのは日本光学工業（現ニコン）、キヤノン、旭光学工業（現リコーイメージング）、ミランダカメラ等少数である。このうち日本光学工業は1946年（昭和21年）4月に後にニコン Iとなる距離計連動カメラとともに二眼レフカメラを製造することを予定していたが、二眼レフカメラの方は適当なシャッターを入手できず、新たにシャッターを設計して小林精機（現日本電産コパル）に製造委託したが、これにより開発は大きく遅れて最終的に二眼レフカメラの開発は中止となり、発売に至らなかった。余ったシャッターはオリンパスが引き取った。
このメーカー乱立時代を終わらせたのはヤシカが1954年（昭和29年）に発売したヤシカフレックスで、二眼レフカメラの人気が下火になりかけたところに10,000円を切る価格で投入されたため、結果として二眼レフカメラを見限るメーカーが続出した。
結論としては、135フィルムを使う小型カメラがハイエンドからローエンドまで広がったことで、「高性能な中判カメラ」の地位はハッセルブラッドに代表される中判一眼レフに集中し、安価で手軽なカメラの地位は35mmフィルムからの引き伸ばしが一般化したこともあり小型カメラで要求が満たされるようになって、中判二眼レフのブームは終わりニッチ的な存在となった。

### 模倣からの脱却
多くの二眼レフカメラの基本構造はローライやリコーの模倣の域を出なかったが、いくつかのメーカーは模倣から脱却しようと努力していた。
ミノルタ（現コニカミノルタ）のミノルタコードシリーズではピント合わせをレンズ下のレバー式にすることによりピント合わせの迅速化を図った。このため目測に習熟すれば一瞬でピント合わせができる。
マミヤのCシリーズは二眼レフカメラでは珍しくレンズ交換が可能で、実際にいくつもの交換レンズが用意されていた。レンズ交換式のカメラは他にこのシリーズと同様に前板交換式だが日中レンズ交換ができないフォトレックスのレックスレフレックスシリーズ、コニカ（現コニカミノルタ）が製造した前玉交換式のコニフレックスシリーズ、ツァイス・イコンが製造したライカ判のコンタフレックスがあるが、どれも稀少品で、マミヤCシリーズが事実上唯一に近い。幅広い焦点距離のレンズに対応し接写撮影を実現するため、フォーカシングは蛇腹を使用するラック・アンド・ピニオン式とし、それらに対応した距離表示、露出倍数やパララックスの表示も実現していた。またマミヤCシリーズ用アクセサリーに、ビューレンズのあった場所にテイクレンズが来るようにカメラ本体を上昇させパララックスを補正するエレベーター状のアクセサリー「パラメンダー」があり、これを使えば速写性は損なわれるものの一眼レフカメラと同様パラララックスを根本的に解消できる。またフィルムは折り曲げず、背面下部から上部へ走行する方式のため、平面性の点でも有利であった。しかしこれらの特長の代償として重厚長大になってしまった。
ローライ自身もプログラム式の自動露出を装備して簡単撮影を実現した新シリーズのローライマジックを開発したが、コンパクトカメラの出現により販売は不振に終わった。

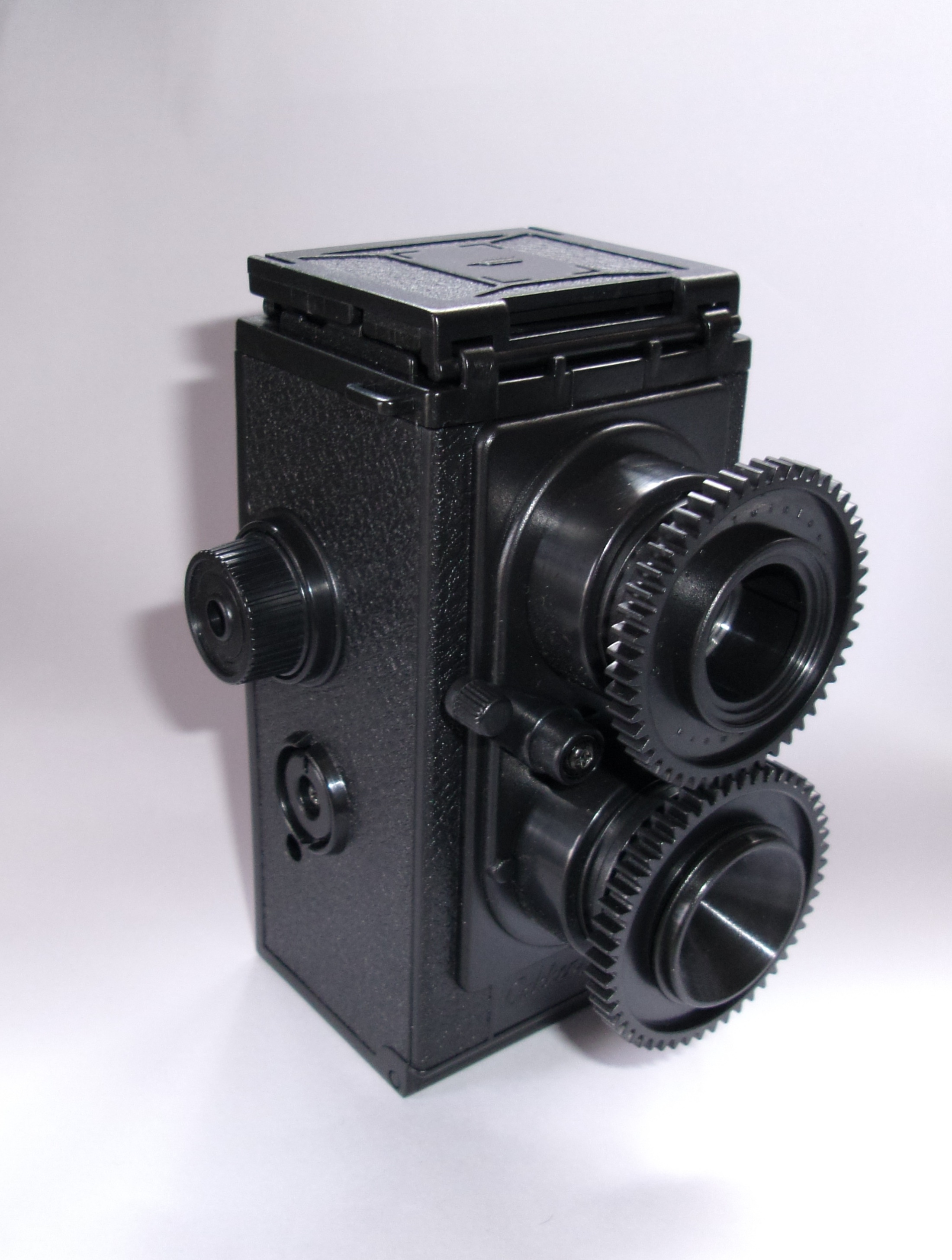
大人の科学 二眼レフカメラ

### 日本での生産の停止
1955年（昭和30年）頃を境に大衆向けカメラの地位は35mm レンズシャッターカメラに代わっていったため二眼レフカメラの販売数は下降、ヤシカのヤシカマット124Gが1988年（昭和63年）に、マミヤC330Sが1994年（平成6年）1月31日に販売中止になり、日本で新規の生産は消滅した。

### その後
2008年（平成20年）にPowerShovelより発売された『blackbird, fly』というトイカメラは、一般にも写真店で容易に入手できる135フィルムで撮影できるのが大きな特徴であった。ただしこのカメラはピントが目測式であり、厳密な意味での二眼レフカメラではない。
2010年（平成22年）には大人の科学マガジンの付録に組立式、135フィルムを使用しライカ（24×36mm）判の二眼レフカメラが付録化された。
デジタルカメラでは、二眼レフの機構を採用した機種は発売されておらず、外観を二眼レフに模したトイカメラとしての機種がローライ（日本国内の販売代理店は駒村商会）から2004年（平成16年）に「MiniDigi」。ケンコー・トキナーから2020年（令和2年）に「PIENIFLEX」が発売された。
この他、インスタントカメラでは、富士フイルムのチェキに採用されているinstaxのフィルム規格を用いた機種として、ビーハーフから2015年（平成27年）に「MiNT InstaxFlex TL70」が発売されている。ゾーンフォーカスのチェキと異なり、こちらは二眼レフの機構による精度の高いフォーカシング、絞り値の手動設定やストロボを内蔵する等の高度な機能を有している。